# Limonium ferulaceum
Limonium ferulaceum é uma espécie de planta com flor pertencente à família Plumbaginaceae. 
A autoridade científica da espécie é (L.) Chaz., tendo sido publicada em Dictionnaire des Jardiniers 2: 35. 1790.

## Portugal
Trata-se de uma espécie presente no território português, nomeadamente em Portugal Continental.
Em termos de naturalidade é nativa da região atrás indicada.

## Protecção
Não se encontra protegida por legislação portuguesa ou da Comunidade Europeia.